# 菊池省三
菊池 省三（きくち しょうぞう、1959年4月7日 - ）は、日本の教育者。愛媛県八幡浜市出身。愛媛県立大洲高等学校、山口大学教育学部卒業。
福岡県北九州市内の公立小学校に勤務。文部科学省の「『熟議』に基づく教育政策形成の在り方に関する懇談会」委員。全国コミュニケーション教育研究会会長。全国教室ディベート連盟研究開発委員。NPO授業づくりネットワーク理事。九州地区教室ディベート連盟専門委員。北九州地区の教員を中心とした研究サークル「実践教育研究21サークル」代表。「菊池道場」主宰。北九州黒崎の居酒屋「とんとん」を聖地と呼ぶ。

## 人物
学級崩壊という言葉がマスコミで取り上げられる前から子どもたちの変化に気づき、子ども達と向き合ってきた実践家。「質問もできない」「人前に出ると話せない」「ひとまとまりの話を聞くことができない」「繰り返し練習することを嫌がる」といった状態の子どもにコミュニケーション力をつけ「話すこと」「聞くこと」の指導を徹底してきた。言葉によるコミュニケーションができるということは、子どもの健全な発達にとって、また日々の生活を心豊かに過ごすためにも、人間形成上にも非常に大切なことという考えがあったからだ。スピーチの指導や、ディベートの指導を通して子ども達のコミュニケーションの力をつけていく中で、他者理解（相手軸）がそれらに加えて大切なことを確信する。そうして集団で一つの目標を目指して活動していく上で相手を理解し、尊重する点により力点をおいた「熟議」にたどりつき、その可能性を模索している。また、子ども達全員の「自分らしさ」を取り戻すために「ほめ言葉のシャワー」を実践。日替わりで順番に子どもたち全員を教室の前に立たせ、自分の当番の日はクラスメイト全員から一人ひとりその日に見つけた良いところを発表してもらうというもの。年間に3-4巡繰り返す。子ども達は自主性が芽生え、積極型の人間に変わるという。言葉を受け取った子の中には、涙を流す子もいる。その実践は多くの教師や、保護者に賛同者がおり、福岡県や熊本県などを中心に徐々に広がりつつある。

## 主な著書
- 過去の連載
  - 『小四教育技術』（「スモールステップで学ぶ『授業ライブ力』）小学館
  - 『健康教室』（「今時の子ども達のコミュニケーション能力を鍛える」）東山書房
  - 省三先生の親子でコミュニケーション術（リビング北九州）（リビング福岡）
  - 『小六教育技術』（「話し合いの年間指導」）小学館
- 現在の連載
  - 『小六教育技術』（話し合いのある『学級経営』小学館
- 著書
  - 『小学生楽しみながらコミュニケーション能力を育てるミニネタ&コツ101』（学事出版）
  - 『話し合い活動を必ず成功させるファシリテーションのワザ』（学事出版）
  - 『子ども熟議NOW』（教育同人社）
  - 『コミュニケーション授業（DVD付）』（フラウ）
  - 『授業がうまい教師のすごいコミュニケーション術』（学陽書房）
- 監修
  - 『国際人をめざせ!コミュニケーションの達人』全4巻（フレーベル館）
  - 『省三先生のコミュニケーション教室』全3巻（フレーベル館）
  - 『学び道場 ノート術』（フレーベル館）
  - 『小学生が作った　コミュニケーション大事典』（あらき書店）
- 編著
  - 『小学校国語の学習ゲーム集』（学事出版）
  - 『どの子も発言できる力をつける授業づくり』（学事出版）
  - 『小学校発!一人ひとりが輝く ほめ言葉のシャワー』（日本標準）
- 共著
  - 『話し合い・討論・ディベートの学習』（明治図書）
  - 『生きてはたらく国語の力を育てる授業の創造』 （ニチブン）
  - 『学級崩壊立て直し請負人 大人と子どもで取り組む「言葉」教育革命』（新潮社）[5]
  - 『甦る教室 学級崩壊立て直し請負人』（新潮文庫）[5]
- 編集協力
  - 『繰り返し学習・小学校版・中学校版』（図書文化）
- その他（雑誌）
  - 『国語教育』『実践国語研究』
  - 『心を育てる学級経営』
  - 『現代教育科学』（以上明治図書）
  - 『授業づくりネットワーク』（学事出版）
  - 『健康教室』（東山出版）
  - 『とっておきの道徳授業』（日本標準）
  - 『児童心理』（金子書房）
  - 『edu』
  - 『小四教育技術』
  - 『小六教育技術』（小学館）

## マスコミ関係
- 2003年 - NHK北九州放送局「シャトル北九州」（学級メルマガ）
- 2004年 - NHK教育「わくわく授業」
- 2004年 - RKB「ニュースワイド特集」
- 2004年 - NHKラジオ「素敵な話し言葉」
- 2005年 - NHK北九州放送局「ニュースシャトル」（表現・ディベート）
- 2006年 - RKB「今日感テレビ」（小学生が出版）（コミュニケーション大事典）
- 2006年 - NHK北九州放送局「ニュースシャトル」（コミュニケーション大事典）
- 2006年 - TBS「イブニングファイブ（現代 子ども事情）」（小学生が会話本発行）
- 2006年 - フジテレビ「熱血!平成教育学院」（特別授業「コミュニケーションの授業」）
- 2007年5月 - RKB「今日感テレビ（子ども達のコミュニケーション指導1年間のドキュメント）
- 2011年 - NHK特報フロンティア「考える力を育む授業～12歳の白熱教室～」
- 2012年7月26日 - KBC九州朝日放送ラジオ「武内裕之That's on time」
- 2002年10月24日 - 朝日小学生新聞1面「キッズ発メルマガ目指すよ日本一」
- 2002年11月19日 - 朝日新聞夕刊1面「学級通信 メルマガで」
- 2004年4月2日 - 西日本新聞朝刊「対話力養成本を刊行　北九州の菊池教諭」
- 2004年4月10日 - 朝日小学生新聞「新刊ガイド」「伝え合う力を育てる『コミュニケーションの達人』」
- 2004年6月13日 - 朝日新聞朝刊[全国版] 「心の暴走どう防ぐ」
- 2004年10月5日-9日 - 朝日新聞[全国版]「がっこう 2004」5回シリーズ
- 2005年10月23日 - 読売新聞ファミリーニュース「子どもの言葉づかい」
- 2006年2月6日 - 西日本新聞「対話のコツ・小学生が出版」
- 2006年2月26日 - 西日本新聞社「コミュニケーション教育」
- 2006年3月 - 朝日小学生新聞「小学生が本を出版」
- 2006年3月31日 - 朝日新聞夕刊「対話のコツ 僕らが伝授」
- 2009年 - 朝日新聞 「花まる先生」
- 2011年 - 朝日新聞 「はずむ対話授業」
- 2011年 - 読売新聞 「授業に新聞活用」
- 2012年 - 読売新聞 「ほめ言葉のシャワー」

## 受賞
- 平成15年度 - 北九州市すぐれた教育実践教員表彰
- 平成16年度 - 福岡県市民教育賞受賞

## 出演
- 2012年7月16日 - プロフェッショナル 仕事の流儀 第189回「未来をつかむ、勝負の教室」
- 2013年1月11日 - テレビ東京「たけしのニッポンのミカタ!」～ニッポンの教育は大丈夫か？先生はツライよ！？～